# 886
Cette page concerne l'année 886  du calendrier julien. Pour l'année 886 av. J.-C., voir 886 av. J.-C.
L'année 886 est une année commune qui commence un samedi.

## Événements
- 6 février, Paris : les Normands parviennent à s'emparer du petit châtelet, sur la rive gauche de la Seine à la faveur d'une crue[1].
- 16 février : une partie des Normands qui font le siège de Paris attaque Chartres, puis Le Mans sans succès, mais prend Évreux[2].

- Mars - avril : le comte franconien Henri intervient vainement pour secourir Paris ; après son départ, les Normands s'établissent sur la rive gauche de la Seine, autour de Saint-Germain-des-Prés. Eudes et Gozlin entament des négociations avec le chef Siegfried mais celui-ci ne parvient pas à convaincre ses compatriotes de quitter la ville ; une attaque est repoussée par les assiégés tandis que Siegfried attaque Bayeux[2].

- Mai : après la mort de Gozlin, le comte Eudes part chercher du renfort auprès de l'empereur tandis que Ebles défend efficacement Paris[2].
- Mai - juin - juillet : pluies incessantes provoquant le débordement du Rhin et de ses affluents[3]

- 30 juillet : l'empereur Charles le Gros est à Metz où il décide de marcher contre les Normands de Paris ; il avance lentement (Attigny le 16 août, le 22 à Servais près de Laon ; arrivé à Quierzy, il envoie le comte Henri de Franconie en reconnaissance[2].

- 9 août : début du règne de al-Mundhir émir de Cordoue (fin en 888)[4].
- 28 août : Henri de Franconie est tué dans une embuscade devant Paris ; plus tard les Normands tentent une offensive contre la ville qui est repoussée[2].
- 29 août : début du règne de Léon VI le Sage, empereur byzantin (fin en 912)[5]. Son frère Alexandre est coempereur.

- Septembre :
  - Le patriarche de Constantinople Photios est de nouveau déposé ; Étienne, frère de l'empereur Léon VI, le remplace[5].
  - Le gros des troupes de Charles III le Gros arrive devant Paris. L'empereur négocie avec Siegfried, revenu en renfort, et autorise les Normands à hiverner en Bourgogne après la levée du siège[2].
- 17 septembre : incendie de Beauvais[6].

- 6 ou 7 novembre : Charles III le Gros quitte Paris pour Soissons. Il est suivi par les hommes de Siegfried qui dévastent l'abbaye Saint-Médard de Soissons après son départ[2].
- 12 novembre : Charles le Gros tombe malade en Alsace[1].
- 30 novembre : les Normands, qui ont remonté la Seine, mettent le siège devant Sens sans succès ; durant l'hiver, ils pillent les abbayes de Saint-Germain d'Auxerre, Bèze et Flavigny[2].

- 25 décembre : le patriarche de Constantinople Photios Ier de Constantinople est déposé et remplacé par Stephanos, frère de Léon VI, âgé de 16 ans.

- Adalbert II de Toscane comme marquis de Toscane succède à son père Adalbert[7].
- Battu sur mer, Alfred le Grand de Wessex reprend Londres et conclut un traité de paix avec Gunthrum, roi danois de l'Est-Anglie (Traité entre Alfred et Guthrum ) [8]. Il reconnaît aux envahisseurs tout le territoire au nord de la voie romaine de Londres à Chester (Watling Street).
- L'émir de Cordoue nomme Ahmad ibn al-Barra gouverneur de Saragosse (fin en 890)[9].